# Ville Kähkönen
Ville Antero Kähkönen (* 23. Juni 1984 in Rovaniemi) ist ein ehemaliger finnischer Nordischer Kombinierer.

## Werdegang
Kähkönen, der für den Verein Ounasvaaran Hiihtoseura startete, begann im Alter von sieben Jahren mit dem Skisport. Sein internationales Debüt gab er im Dezember 2001 im B-Weltcup der Nordischen Kombination. In seinen ersten Wettbewerben blieb er ohne Erfolg. Bei den Nordischen Junioren-Skiweltmeisterschaften 2002 in Schonach im Schwarzwald landete er im Einzel den 31. Platz und wurde mit der Mannschaft im Team-Wettbewerb Neunter. Zu Beginn der Saison 2002/03 gelang ihm in Steamboat Springs mit Rang 18 erstmals der Gewinn von Punkten.
Bei den Nordischen Junioren-Skiweltmeisterschaften 2003 in Sollefteå konnte er sich im Gundersen-Einzel auf Rang 11 verbessern. Mit der Mannschaft landete er auf einem guten sechsten Rang. Im Sprint landete er ebenfalls unter den besten zehn und wurde Siebenter.
Am 14. März 2003 gab er in Lahti sein Debüt im Weltcup der Nordischen Kombination. Dort verpasste er als 37. die Punkteränge jedoch. Einen Tag später gelang ihm im Sprint an gleicher Stelle als 29. erstmals der Gewinn von Weltcup-Punkten. Im Dezember 2003 ging Kähkönen zurück in den B-Weltcup. Bei den Nordischen Junioren-Skiweltmeisterschaften 2004 in Stryn erreichte er Rang neun im Einzel-Wettbewerb. Mit der Mannschaft verpasste er als Vierter nur knapp eine Medaille.
Nach weiteren durchwachsenen Rennen im B-Weltcup wechselte Kähkönen zur Saison 2006/07 fest in den A-Nationalkader. Ab dem ersten Weltcup landete er bei den meisten Rennen in die Punkte. Bei seinem ersten Start im Team-Weltcup gelang ihm in Lago di Tesero gemeinsam mit Jaakko Tallus, Anssi Koivuranta und Hannu Manninen sein erstes Podium und auch sein erster und einziger Weltcup-Sieg überhaupt. Bei der Nordischen Skiweltmeisterschaft 2007 in Sapporo startete er im Einzel und landete nach guten Leistungen auf dem 14. Platz. Nach drei weiteren Punkterängen in Lahti und Oslo beendete er seine erfolgreichste Saison auf dem 37. Platz der Weltcup-Gesamtwertung.
Nachdem er aber in die Saison 2007/08 ohne Punkterfolge gestartet war, ging er für einige Rennen zurück in den B-Weltcup. Nach einigen Punkterängen dort, kam er Ende Januar 2008 zurück in den A-Kader. Jedoch gelang ihm im Weltcup bis 2010 keine Platzierung in den Punkterängen. So wechselte er in der Saison 2010/11 zwischen Weltcup und Continentalcup regelmäßig, jedoch blieb er in beiden Wettbewerbsserien ohne große Erfolge. Daraufhin beendete er nach der Saison seine aktive Karriere.

## Erfolge

### Weltcupsiege
Team
| Nr. | Datum           | Ort            | Disziplin |
| --- | --------------- | -------------- | --------- |
| 1.  | 14. Januar 2007 | Lago di Tesero | Staffel 1 |

### Weltcup-Statistik
Die Tabelle zeigt die erreichten Platzierungen im Einzelnen.
- Platz 1.–3.: Anzahl der Podiumsplatzierungen
- Top 10: Anzahl der Platzierungen unter den ersten zehn
- Punkteränge: Anzahl der Platzierungen innerhalb der Punkteränge
- Starts: Anzahl gelaufener Rennen in der jeweiligen Disziplin

| Platzierung         | Einzel a | Sprint | Massenstart | Team   | Team    | Gesamt |
| Platzierung         | Einzel a | Sprint | Massenstart | Sprint | Staffel | Gesamt |
| ------------------- | -------- | ------ | ----------- | ------ | ------- | ------ |
| 1. Platz            |          |        |             |        | 1       | 1      |
| 2. Platz            |          |        |             |        |         |        |
| 3. Platz            |          |        |             |        |         |        |
| Top 10              |          |        |             |        | 1       | 1      |
| Punkteränge         | 3        | 7      | 1           |        | 1       | 12     |
| Starts              | 25       | 11     | 4           |        | 1       | 41     |
| Stand: Karriereende |          |        |             |        |         |        |